# U Stambolu na Bosporu
U Stambolu na Bosporu (Bosforu) narodna je pjesma iz Bosne. Ne zna se u kojemu je razdoblju nastala. Ova je pjesma izvođena od raznih pjevača, a najpoznatiji njeni izvoditelji su popularni pjevači sevdalinki: Safet Isović, Zaim Imamović i Hanka Paldum.
Pjesma poznaje mnoge verzije, no ova je najpoznatija.
U Stambolu na Bosporu bolan paša leži,
Duša mu je na izmaku, crnoj zemlji teži.
Molitva je njemu sveta,
Dok mujezin s minareta
Uči glasom svim:
"Allah illallah, selam alejkjum"!
"Dok ste vjerno sluge moje služili moj harem,
neka svaki od vas uzme jednu ženu barem".
iz oka mu suza kanu,
Pa na minder mrtav pa´nu,
Stari musliman.
"Allah illallah, selam alejkjum"!
Kad je čula pašinica za tu tužnu vijest,
Da se paša preselio na Ahiret svijet.
Iz oka joj suza kanu,
Pokraj paše mrtva pa´nu,
Ljubav pašina.
"Allah illallah, selam alejkjum"!